# Маллар, Франсуа Эрнест
Франсуа Эрнест Маллар (фр. François Ernest Mallard; 4 февраля 1833, Шатонеф-сюн-Шер — 6 июля 1894, Париж) — французский инженер, минералог, геолог, кристаллограф. Приобрёл известность открытием оловянных месторождений в Ламарше и в Лимузене.

## Биография
Окончил Политехническую школу в 1851 году, затем учился в Горном институте Парижа, прежде чем начать свою карьеру горного инженера в 1856 году.
После назначения в 1859 году профессором горной школы в Сент-Этьенне Маллар изучил металлургию и рудничное дело и сделал ряд важных исследований (большей частью совместно с Лешателье) в области изучения рудничного газа, сжатого воздуха, скорости распространения взрыва во взрывчатых газовых смесях, диссоциации углекислоты, теплоемкости газов при высоких температурах. В 1872 году он стал профессором в Горном институте. В 1886 году Маллар занял место главного инспектора рудников. С 1890 года — член Французской Академии наук.
Его работы по минералогии, «Traité de cristallographie géométrique et physique» (Париж, 1879—1884) и «Sur l’arrangement moléculaire des substances cristallisées» (1884), и ряд отдельных статей и заметок в специальных журналах излагают его теории по изоморфизму, полиморфизму, поляризации и другим направлениям. Ему же принадлежит разработка условий безопасности рабочих в рудниках и условий обращения с лампами Дэви.
Член-корреспондент Петербургской Академии наук (1888).